# Wilhelm von Magnis
Wilhelm von Magnis, właśc. Friedrich Wilhelm von Magnis (ur. 1787 w Bożkowie, zm. 1851) – niemiecki arystokrata, hrabia, posiadacz ziemski, przemysłowiec.
Urodził się w 1787 w Bożkowie jako młodszy syn Antona Alexandera von Magnis (1751–1817) i jego żony Antoniny Alexandry Louisy von Götzen. Po śmierci ojca na mocy umowy z bratem Antonem odziedziczył dobra w Ołdrzychowicach Kłodzkich. Nabył także Międzygórze u stóp Śnieżnika, gdzie w 1828 r. uruchomił wielki piec z zakładem fryszerskim, przetapiający miejscowe rudy żelaza. On to również, dla zwiększenia atrakcyjności Międzygórza dla turystów, kazał nadbudować kamieniami próg Wodospadu Wilczki, zwiększając jego wysokość o ok. 5 m.
Kontynuował wraz z bratem dzieło gospodarcze swojego ojca, współfinansując m.in. w 1835 rozbudowę cukrowni w Bożkowie. Wydał także zgodę na założenie przez Hermanna Dietricha Lindheima przędzalni bawełny w Ołdrzychowicach Kłodzkich, która powstała na zakupionych od niego gruntach w latach 20. XIX w. Zmarł w 1851.

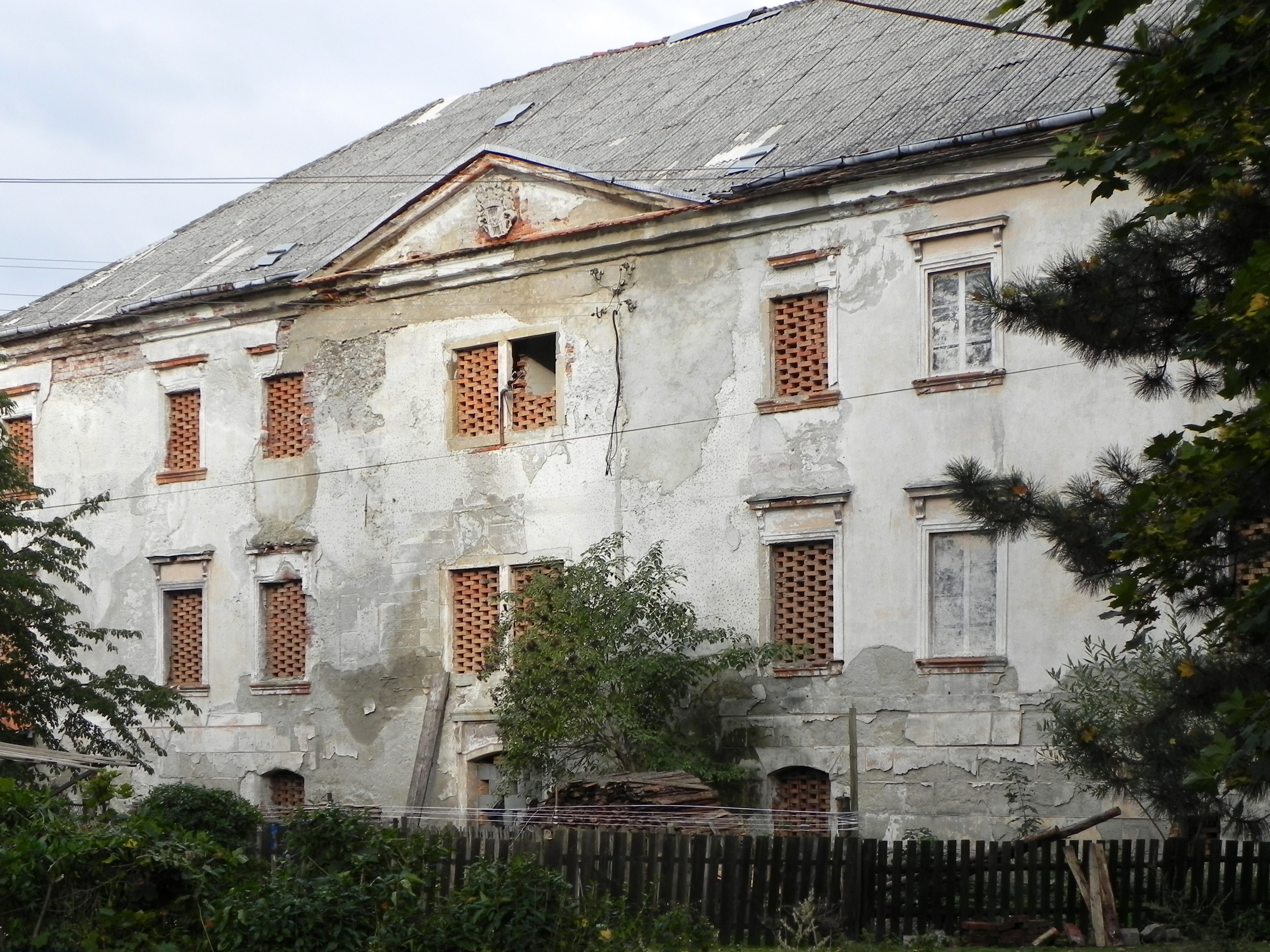
Pałac, Ołdrzychowice Kł.
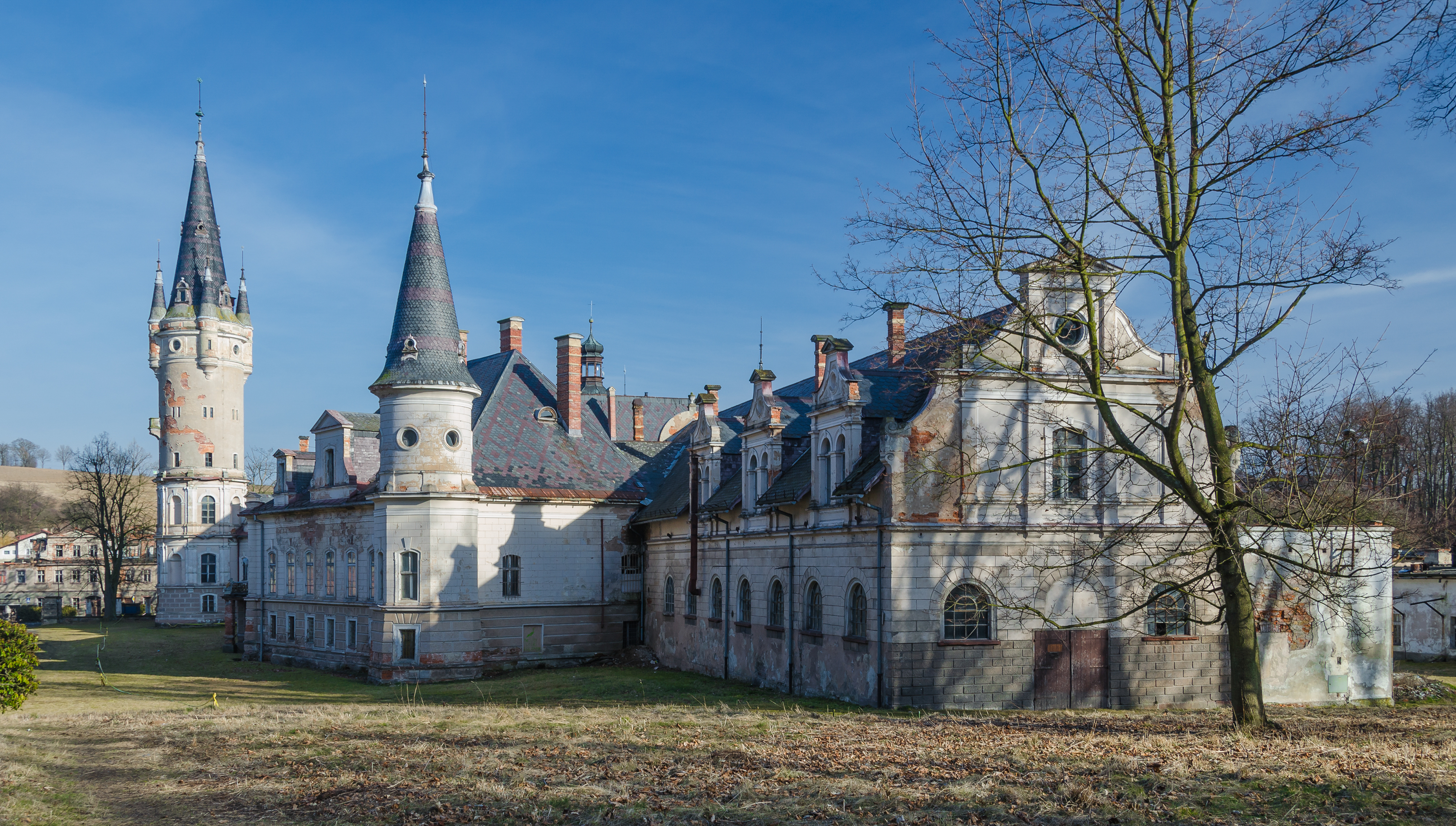
Pałac w Bożkowie